# Alessandro Valignano
Alessandro Valignano (kinesiska: 范禮安?, pinyin: Fàn Lǐ’ān), född 15 februari 1539 i Chieti i Kungariket Neapel, död 20 januari 1606 i Macao, var en neapolitansk jesuit som hjälpte till att övervaka den katolska missionen i Fjärran Östern, särskilt Japan.